# Stilbosoma
Stilbosoma là một chi ruồi trong họ Syrphidae.